# Hexastylis contracta
Hexastylis contracta är en piprankeväxtart som beskrevs av Blomq.. Hexastylis contracta ingår i släktet Hexastylis och familjen piprankeväxter. Inga underarter finns listade i Catalogue of Life.